# Лексингтон авенија (Њујорк)
Лексингтон авенија, често колоквијално скраћено као „Лекс“, је авенија на источној страни градске области Менхетн у Њујорку којом се одвија једносмерни саобраћај од Источне 131. улице до Грамерси парка у Источној 21. улици. Дуж својих 8,9 км, од 110 блокова, авенија Лексингтон пролази кроз Харлем, Карнеги Хил, Горњи Ист Сајд, Мидтаун и Мареј Хил до Грамерси парка. Јужно од Грамерси парка, наставља се као Ирвинг Плејс од 20. улице до источне 14. улице.
Авенија Лексингтон није била једна од улица укључених у уличну мрежу Генералног плана из 1811. године, тако да адресе за попречне улице не почињу ни од стотину, како је то са авенијама које су првобитно биле део плана.

## Историја
Лексингтон авенија и Ирвинг Плејс су започете 1832. године када је Семјуел Раглс, адвокат и инвеститор за некретнине, поднео петицију законодавној скупштини државе Њујорк да одобри стварање нове авеније у правцу север-југ између постојеће Треће и Четврте авеније, између 14. и 30. улице. Раглс је купио земљиште у тој области и развијао га као планирану заједницу градских кућа око приватног парка, који је назвао Грамерси парк. Такође је развијао подручје око планираног Унион сквера, и желео је да нови пут побољша вредност ових зона. Закон је усвојен а Раглс је био власник већине земљишта дуж трасе нове улице. Он је јужни део, испод 20. улице, који је отворен 1833. године, назвао по свом пријатељу Вашингтону Ирвингу. Северни део, који је отворен три године касније, 1836, добио је име по бици код Лексингтона у рату за независност. 
У Лексингтон авенији се десило прво хапшење у Њујорку због прекорачења брзине, 1899. године, када је патролни бициклиста претекао таксисту Џејкоба Германа, који је јурио авенијом брзином од 19 км/ч. Део Лексингтон авеније изнад Источне 42. улице реконструисан је у исто време када и линија њујоршког метроа. Проширена улица и линија метроа отворене су 17. јула 1918.
Делови авеније су проширени 1955. године.
Авенија Лексингтон има једносмерни ток саобраћаја од 17. јула 1960.
Експлозија паре у Њујорку 2007. године изазвала је гејзир вреле паре испод авеније у 41. улици, што је резултирало смрћу једне особе и више од 40 повређених.

## Опис

### Лексингтон Авенија
Авенија Лексингтон иде једносмерно ка југу целом дужином од 131. до 21. улице. Паралелно са Авенијом Лексингтон налази се Парк Авенија на западу и Трећа авенија на истоку. Авенија има углавном комерцијалне садржаје у приземљу, са канцеларијама изнад. Постоје групе хотела из 30-их и 40-их година, отприлике од раскрснице авеније са 30. улицом до раскрснице са 49. улицом, и стамбене зграде даље на северу.
Постоје бројне структуре означене као знаменитости Њујорка, Националне историјске знаменитости и зграде из Националног регистра историјских места на авенији Лексингтон. Од југа ка северу укључују: 
- Фондација Расел Сејџ
- Хотел Џорџ Вашингтон
- Оружарница 69. пука
- Кућа Честера А. Артура
- Њујоршка школа примењеног дизајна за жене,
- Шанин зграда
- Зграда Сокони-Мобил
- Крајслер зграда
- Пословна зграда Грејбар
- Лексингтон Хотел
- Хотел Шелтон
- Валдорф Асторија Њујорк
- Хотел Беверли (сада Бенџамин)
- Хотел Самит
- Зграда Генерал Електрик
- Ситигруп Центер
- Централна синагога
- Барбизон 63
- Црква Светог Винсента Ферера
- Оружарница седмог пука
- Римокатоличка црква Ст. Жан Батист
- Државна школа 72

Следећи аутобуси користе авенију Лекингтон између следећих улица (аутобуси на север возе Трећом авенијом):   
М98, M101, БМ1, СИМ6, СИМ11, СИМ22, СИМ26.
Линија (4, 5, 6) њујоршке подземне железнице пролази испод авеније Лексингтон северно од 42. улице до 125. улице . Линију замењују E и М возови.

## У популарној култури
Авенија Лексингтон постала је део класичног америчког кинематографског тренутка, у филму Седам година верности из 1955. године, сцени у којој је Мерилин Монро снимила оно што ће постати њена најпознатија сцена. Док стоји на решетки метроа испред позоришта, њена сукња се диже од ветра испод.
Ова улица је представљена и у филму 1408.
Улица се помиње у песми Елтона Џона ''Island Girl'', првом синглу са албума из 1976.